# Spiricoelotes urumensis
Spiricoelotes urumensis is een spinnensoort in de taxonomische indeling van de nachtkaardespinnen (Amaurobiidae).
Het dier behoort tot het geslacht Spiricoelotes. De wetenschappelijke naam van de soort werd voor het eerst geldig gepubliceerd in 1989 door Shimojana.